# Тундорф-ін-Унтерфранкен
Тундорф (нім. Thundorf) — громада в Німеччині, розташована в землі Баварія. Підпорядковується адміністративному округу Нижня Франконія. Входить до складу району Бад-Кіссінген. Складова частина об'єднання громад Масбах.
Площа — 15,57 км2. Населення становить 1027 ос. (станом на 31 грудня 2020).